# Alex Puccio
Alex Puccio (McKinney, 15 de junio de 1989) es una deportista estadounidense que compitió en escalada. Ganó una medalla de plata en el Campeonato Mundial de Escalada de 2014, en la prueba de bloques.

## Palmarés internacional
| Campeonato Mundial | Campeonato Mundial | Campeonato Mundial | Campeonato Mundial |
| Año                | Lugar              | Medalla            | Prueba             |
| ------------------ | ------------------ | ------------------ | ------------------ |
| 2014               | Múnich (Alemania)  | Medalla de plata   | Bloques            |